# Kostel svatého Martina (Rosice)
Kostel svatého Martina je římskokatolický chrám v městě Rosice v okrese Brno-venkov. Je chráněn jako kulturní památka České republiky.
Je farním kostelem rosické farnosti a zároveň děkanským kostelem rosického děkanství.

## Architektonický vývoj
Původně románský kostel pochází pravděpodobně z 12. století, počátkem 13. století již stál. Jednalo se o jednolodní kamennou stavbu s presbytářem a na západní straně s dodnes dochovanou věží. Vchod byl z jižní strany. Chrám byl goticky upraven a rozšířen o původně samostatnou gotickou severní kapli. Upraven byl také renesančně, tehdy byl rozšířen o jižní kapli. Barokní úpravy přinesly změnu přístupu do kostela ze západní strany přes věž a výměnu oken. V 18. století dostaly vnitřní prostory kostela nynější podobu – hlavní a boční oltáře, kazatelnu a ostatní výzdobu.

## Zvony
V roce 1998 byly pořízeny 3 nové zvony zasvěcené Nejsvětější Trojici, Panně Marii a svatému Martinovi, které nahradily zvony zabavené během světových válek a doplnily nejstarší zvon.

## Místo posledního odpočinutí
Tento chrám sloužil, tak jako mnoho jiných, k poslednímu odpočinutí významných osobností farnosti - především místní šlechty.
V nejbližším okolí chrámu se nalézají dva hřbitovy. Oddělený dětský hřbitov neviňátek na jihozápad od chrámové lodi (nezrušený, ale dnes neužívaný) a bývalý farní hřbitov, dnes neveřejný pozemek východně a jihovýchodně přiléhající k chrámu. Prapůvodní pohřebiště se nacházelo v celém nejbližším okolí chrámu.